# Kasuga, Fukuoka
Kasuga (春日市 Kasuga-shi) là một thành phố thuộc tỉnh Fukuoka, Nhật Bản.
Năm 2008, dân số thành phố là 107.604, với mật độ 7.600 người/km², trên diện tích 14,15 km². Thành phố được thành lập ngày 1 tháng 4 năm 1972, nằm về phía nam của thành phố Fukuoka và tây của Onojo. Nó có ranh giới với Nakagawa.